# Hunter (New York)
Pour les articles homonymes, voir Hunter.
Ne doit pas être confondu avec Hunter (village, New York).
Hunter est une ville du comté de Greene, situé dans l'État de New York, aux États-Unis.